# آبي فيشر
آبي فيشر (بالإنجليزية: Abby Fisher)‏ هي كاتِبة أمريكية، ولدت في 1831 في كارولاينا الجنوبية في الولايات المتحدة، وتوفيت في 1890.